# Acacia calamistrata
Acacia calamistrata é uma espécie de leguminosa do gênero Acacia, pertencente à família Fabaceae.